# Monument voor Jan de Rooy
Het Monument voor Jan de Rooy is een Nederlands oorlogsmonument, gelegen aan de Tilburgseweg in Sprang-Capelle. Het is een monument ter ere van de "held van de Langstraat" Jan de Rooy, die tijdens het Ardennenoffensief van 1944 veel betekend heeft voor het verzet. Het monument is gemaakt door beeldhouwer Fred Carasso (1899-1969) en is onthuld in 1954.

## Geschiedenis
Jan de Rooy was een arbeider in een schoenenfabriek, die zich aansloot bij de lokale verzetsgroep André. Hier fungeerde hij als line-crosser; hij werd naar vijandelijk gebied gestuurd – in dit geval Heusden – waar hij als spion de geallieerde legers op de hoogte moest houden van wat er zich achter het front afspeelde. Via een radiozender verstopt in het raadhuis van Capelle zou hij de geallieerden op de hoogte houden.
Undercover als boerenknecht ontdekte De Rooy dat er plannen waren bij de Duitse troepen in Heusden om de troepen in de Ardennen bij te staan. Dit seinde hij door naar het al bevrijde Zuiden. De geallieerden bombardeerden deze troepen, waardoor voorkomen werd dat het Zuiden opnieuw bezet zou worden.
De Duitsers wisten onmiddellijk dat er een spion in hun midden was. Snel vonden zij de radiozender verstopt in het raadhuis. De boerenfamilie bij wie De Rooy verbleef werd als schuldige aangewezen. De Rooy gaf zichzelf echter aan, wat de familie spaarde. Hij werd gevangengenomen en getransporteerd naar Amsterdam. Hier bleef hij zwijgen, waardoor hij de levens van veel verzetsgenoten heeft gered. Hij werd op 6 januari 1945 gefusilleerd.

## Vormgeving
Het monument is gemaakt van brons en is geplaatst op een zuil. Het beeld geeft een vrouw weer, die geboeid is en achterovervalt. De tekst op het voetstuk luidt als volgt:
“DE VERZETSGROEP ANDRÉ,
WAARVAN JAN DE ROOY DEELUIT-
MAAKTE WAS GEVESTIGD TE SPRANG-
CAPELLE. JUIST WAS HIER IN HET
OUDE RAADHUIS DE WAARSCHUWING
VAN JAN DE ROOY OPGEVANGEN, TOEN
EEN V1 HET GEBOUW TROF. ZO ZOU
ALLES NOG TEVERGEEFS ZYN
GEWEEST, HAD NIET GODDELYKE
VOORZIENIGHEID DEN ZWAARGEWONDE
DIE HET BERICHT IN ZYN VUIST
HIELD GEKLEMD, KRACHT GESCHONKEN
OM DE BOODSCHAP NOG DOOR TE GEVEN
TOT ZULKE HELDENMOED EN PLICHTS
BETRACHTING BEZIELDE ALOM IN
ONS LAND, ALOM IN BEZET GEBIED
DE VLAM VAN HET VERZET OM DER WILLE
VAN HET VADERLAND EN DE VRYHEID.”
Het beeld is geplaatst langs de Tilburgseweg, waar middels een rotonde Waalwijk en Sprang-Capelle van elkaar gescheiden worden. Om het beeld worden rond 4 mei vele kransen gelegd waarmee de lokale mensen de slachtoffers van de Tweede Wereldoorlog herdenken.

## Overige verwijzingen
Het stoffelijk overschot van De Rooy is op de algemene begraafplaats aan de Tilburgseweg met militaire eer herbegraven. Op zijn graf is een kunstwerk geplaatst ter nagedachtenis aan zijn verzetswerk.
In Sprang-Capelle, Kaatsheuvel, Oss en Dongen zijn straten naar De Rooy vernoemd.